# Vent a les veles
Vent a les veles (títol original en anglès: A High Wind in Jamaica) és una pel·lícula dirigida per Alexander Mackendrick el 1965, adaptació de la novel·la homònima de Richard Hughes. Ha estat doblada al català.

## Argument
Al segle xix, de resultes d'un terrible cicló a Jamaica, els colons anglesos decideixen enviar els seus fills per vaixell a Anglaterra. En el viatge, el vaixell és atacat per un vaixell pirata dirigit per Chavez. Els nens es troben embarcats sense que ho sàpiguen els pirates en el seu vaixell i hauran de viure amb ells les diferents peripècies de les seves aventures. Poc acostumat a aquests passatgers, el capità Chavez s'acaba humanitzant al seu contacte mentre que la tripulació pensa que els nens els porten desgràcia.

## Repartiment
- Anthony Quinn: Chavez
- Deborah Baxter: Emily
- James Coburn: Zac
- Dennis Price: Mathias
- Lila Kedrova: Rosa, patrona del Tampico Bar
- Nigel Davenport: Mr Thornton
- Isabel Dean: Sra. Thornton
- Kenneth J. Warren: Capità Marpole
- Ben Carruthers: Alberto
- Gert Fröbe: el capità holandès Vandervort de Brunhilde
- Brian Phelan: Curtis
- Trader Faulkner: un pirata
- Charles Laurence: Tallyman
- Charles Hyatt: un pirata
- Dan Jackson: un pirata
- Vivienne Ventura: Margaret Fernandez
- Philip Madoc: un guàrdia civil

## Crítica
- Felicitant-se de l'aparició de la pel·lícula en DVD, Jean-François Rauger, cronista de Le Monde, escriu:

| « | ’’Vent a les veles‘‘ constitueix una nova i original dimensió del cinema d'aventures marítimes. Les convencions del gènere són insidiosament desviades per desembocar a una reflexió no desproveïda de crueltat, sobre la infantesa, l'aprenentatge de la vida, la civilització i la innocència. (...) Invertint així tota visió maniquea, la pel·lícula d'Alexander Mackendrick complica la relació entre infantesa i edat adulta, salvatgisme i civilització, una relació que no pot ser dissociada de les relacions de classe. | » |